# الیزابت ماراگال
الیزابت " الی " ماراگال ورج (اسپانیایی: Elisabeth Maragall‎؛ زادهٔ ۲۵ نوامبر ۱۹۷۰ در بارسلونا، اسپانیا) بازیکن سابق هاکی روی چمن اهل اسپانیا است که در مسابقات کشوری و بین‌المللی در مجموع برندهٔ یک مدال طلا شده‌است. او به عنوان یکی از اعضای تیم ملی زنان، در بازی‌های المپیک تابستانی ۱۹۹۲ در زمین خانگی (بارسلون) مدال طلا را کسب کرد.